# Villa Condulmer
Villa Condulmer, Grassi-Tornielli, Bonaventura, Monti è una villa veneta sita a Zerman di Mogliano Veneto, in provincia di Treviso.

## Storia
Le origini del complesso sono incerte. Gianfranco Scarpari la ritiene genericamente settecentesca; Giuseppe Venturini è più preciso e la data 1743 su commissione del patrizio Alvise Condulmer (senza però riportarne le motivazioni); Giuseppe Mazzotti la colloca nel Seicento. Una tradizione, inoltre, asserisce che la villa fu costruita demolendo un antico monastero e si ipotizza che la lunga barchessa ortogonale alla casa domenicale ne sia in realtà un resto.
Poco dopo la fine della Serenissima, i Condulmer si estinsero e i beni andarono in eredità ai Grassi (proprietari del noto palazzo Grassi di Venezia). Nella prima metà dell'Ottocento Angelo Grassi, ultimo della sua casata, la lasciò a Giovanni Battista Tornielli, rampollo di una famiglia amica. In questo periodo, dal 6 marzo 1853, la villa ospitò Giuseppe Verdi, al quale il Tornielli aveva offerto alcuni giorni di riposo dopo la tanto criticata "prima" della Traviata. L'edificio fu poi ereditato dai Bonaventura e quindi ceduto ai Monti. Vincolato sin dal 1939, è oggi sede di un albergo.

## Edificio
L'accesso principale è situato sul lato orientale della proprietà: alla fine di un viale si trova un cancello in ferro battuto con pilastri in mattoni a vista e finiture in bugnato, il tutto ornato da statue.

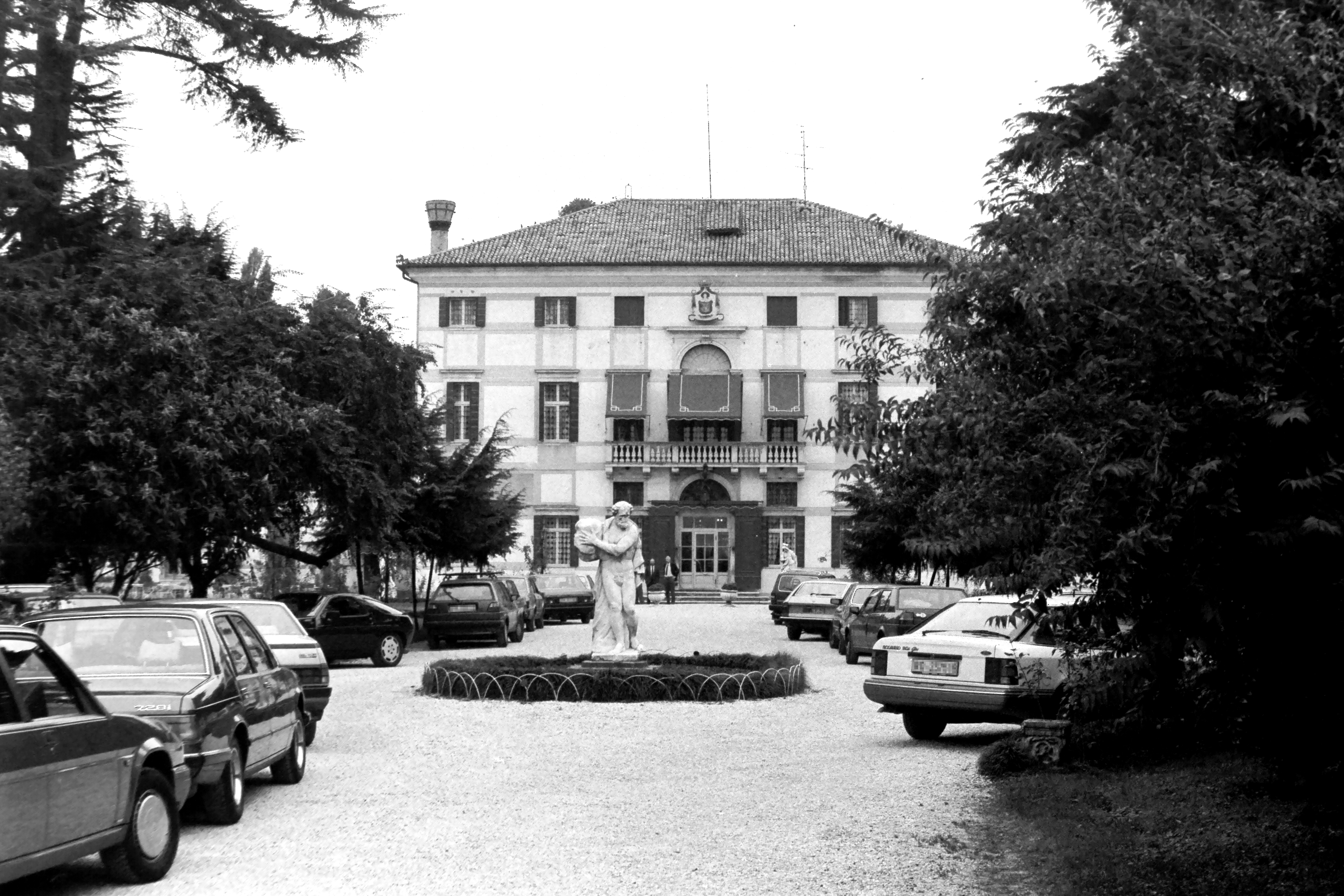
Villa Condulmer nel 1987

La casa domenicale è impostata secondo il tipico schema veneziano. Rivolge a sud il fronte principale, tuttavia i due prospetti sono identici, e la tripartizione delle facciate rispecchia una tripartizione degli spazi interni. Anche la gerarchia degli ambienti è richiamata negli esterni: all'asse mediano fortemente accentuato corrisponde il salone passante, fulcro dell'edificio.
Il piano terra è leggermente rialzato, di qui i quattro gradini che portano all'ingresso. La forometria segue la scansione 2-3-2, dove nella parte centrale una grande porta voltata ad arco è affiancata da una finestra per parte. Al pianterreno l'organizzazione è più articolata per la presenza di un architrave che interrompe l'arco del portale e le due luci vicine. Al piano nobile, invece, si ha una terrazza sporgente al centro e una maggiore verticalità, conclusa da una cornice aggettante rosa sopra l'arco della monofora centrale. Al terzo piano, l'attico, manca un'apertura centrale, sostituita da uno stemma gentilizio. L'unitarietà della facciata è data da una maglia di fasce ad intonaco, disposte orizzontalmente e verticalmente.
Gli interni conservano pregevoli stucchi e, nel salone d'ingresso al pianterreno, si trovano quattro affreschi di tema bucolico realizzati da Eugenio Moretti Larese (uno è datato 1855). La pavimentazione è in terrazzo alla veneziana.
La dimora signorile è fiancheggiata da due barchesse. Ad un solo piano, hanno linee eleganti ed equilibrate: i fronti principali, quelli settentrionali, presentano arcate a tutto sesto con volute in chiave e campate limitate da lesene. All'estremità orientale, perpendicolare al complesso barchesse-casa domenicale, si sviluppa un altro lungo corpo con caratteristiche simile ai due volumi precedenti; potrebbe essere forse l'ultimo ricordo dell'insediamento precedente.
Il complesso si conclude con due edifici costruiti negli anni 1960 e correlati alle attuali funzioni ricettive della villa.
Dalla barchessa orientale (alla cui estremità sorge un piccolo oratorio) è possibile accedere al parco retrostante, opera dell'architetto Sebatoni.